# 10.ª División (Ejército Popular de la República)
La 10.ª División fue una de las divisiones del Ejército Popular de la República que se organizaron durante la guerra civil española sobre la base de las Brigadas Mixtas. Estuvo desplegada en los frentes de Madrid, Extremadura y Levante.

## Historial
Creada originalmente en enero de 1937, bajo el mando de José María Galán, en abril fue renombrada como la 34.ª División.
La llamada División «A», creada en la primavera de 1937, tomaría su denominación.
En julio de 1937, bajo el mando de José María Enciso e integrada en el XVIII Cuerpo de Ejército, intervino en la Batalla de Brunete. Las fuerzas de la 10.ª División rompieron las líneas enemigas y cercó Villanueva del Pardillo, donde siguió resistiendo una guarnición de fuerzas franquistas. La población finalmente cayó la madrugada del 11 de julio. Las fuerzas de Enciso también atacaron a la 12.ª División franquista del coronel Asensio Cabanillas, cuyas fuerzas defendían el Vértice de la Mocha; las tropas franquistas fueron expulsadas del Vértice y se retiraron a las afueras de Boadilla. Tras el final de la batalla de Brunete la división, muy desgatada, pasó a retaguardia y quedó incorporada a la VI Cuerpo de Ejército. Con posterioridad el mando de la unidad recayó en el mayor de milicias Víctor de Frutos.
La 10.ª División permaneció inactiva durante largos meses, hasta que en junio de 1938 —reorganizada con nuevas brigadas mixtas— fue enviada al frente de Extremadura, donde trató de rechazar la ofensiva franquista en aquel sector. Posteriormente fue enviada al frente de Levante, donde permaneció en reserva.
En enero de 1939 volvió al frente de Extremadura —integrada en el XXII Cuerpo de Ejército—, donde participó en la batalla de Peñarroya. Apoyó a la 47.ª División, que avanzó sin oposición hasta tomar La Granjuela. Situada en la sierra Tejonera, la 10.ª División avanzó y comenzó el envolvimiento del cerro Mulva, al sur de La Granjuela. El asalto al cerro Mulva, encabezado por la 223.ª Brigada Mixta, fracasó. Posteriormente trató de reforzar sus posiciones en las sierras Noria, Perú y las estribaciones de Tejonera.
En marzo de 1939 fuerzas de la 10.ª División (especialmente la 206.ª Brigada mixta) participaron en la supresión de la sublevación de Cartagena.

## Mandos
Comandantes
- teniente coronel de carabineros José María Galán;[12]
- comandante de infantería José María Enciso Madolell;
- mayor de milicias Víctor de Frutos Boudevin;[13][14]

Comisarios
- José Climent Pastor del PSUC/PCE;
- Luis Iglesias Ansani, del PSOE;[15]
- Francisco Mogino Juan, comisario y portavoz de la 111.ª Brigada Mixta que partió de Alcoy, de la UGT y JSU, de la que fue secretario y miembro del Comité Revolucionario de Muro de Alcoy;

Jefes de Estado Mayor
- comandante de infantería Demetrio Ortega Ferrer;
- mayor de milicias Antonio Sempere Colomina;

## Orden de batalla
| Fecha                | Cuerpo de Ejército adscrito | Brigadas Mixtas integradas | Frente de batalla |
| -------------------- | --------------------------- | -------------------------- | ----------------- |
| Enero de 1937        | I Cuerpo de Ejército        | 3.ª y 35.ª                 | Centro            |
| Marzo de 1937        | I Cuerpo de Ejército        | 3.ª, 31.ª y 35.ª           | Centro            |
| Marzo-abril de 1937  | I Cuerpo de Ejército        | 10.ª, 2.ª y 3.ª            | Centro            |
| Julio de 1937        | XVIII Cuerpo de Ejército    | 2.ª y 111.ª                | Brunete           |
| 10 de agosto de 1937 | VI Cuerpo de Ejército       | 2.ª, 7.ª y 111.ª           | Centro            |
| 30 de mayo de 1938   | XXI Cuerpo de Ejército      | 206.ª, 207.ª y 208.ª       | —                 |
| Junio de 1938        | XXI Cuerpo de Ejército      | 206.ª y 207.ª              | Extremadura       |
| Julio-agosto de 1938 | XXI Cuerpo de Ejército      | 206.ª, 207.ª y 223.ª       | Levante           |